# Calesia stillifera
Calesia stillifera är en fjärilsart som beskrevs av Felder 1874. Calesia stillifera ingår i släktet Calesia och familjen nattflyn. Inga underarter finns listade i Catalogue of Life.